# Льюис (округ, Кентукки)
Лью́ис (англ. Lewis County) — округ в США, штате Кентукки. Официально образован в 1806 году. По состоянию на 2010 год, численность населения составляла 13 870 человек. Получил своё название в честь американского офицера и первопроходца Мериуэзера Льюиса.

## География
По данным Бюро переписи США, общая площадь округа равняется 1284 км², из которых 1255 км² суша и 29 км² или 2,26 % это водоёмы.

### Соседние округа
- Адамс, штат Огайо (север)
- Сайото, штат Огайо (северо-восток)
- Гринуп (east)
- Картер (юго-восток)
- Рауан (юг)
- Флеминг (юго-запад)
- Мейсон (запад)

## Население
По данным переписи населения 2000 года в округе проживает 14 092 жителей в составе 5 422 домашних хозяйств и 4 050 семей. Плотность населения составляет 11,00 человек на км2. На территории округа насчитывается 6 173 жилых строений, при плотности застройки около 5-ти строений на км2. Расовый состав населения: белые — 98,92 %, афроамериканцы — 0,21 %, коренные американцы (индейцы) — 0,21 %, азиаты — 0,03 %, представители других рас — 0,09 %, представители двух или более рас — 0,55 %. Испаноязычные составляли 0,44 % населения независимо от расы.
В составе 35,10 % из общего числа домашних хозяйств проживают дети в возрасте до 18 лет, 60,40 % домашних хозяйств представляют собой супружеские пары проживающие вместе, 9,70 % домашних хозяйств представляют собой одиноких женщин без супруга, 25,30 % домашних хозяйств не имеют отношения к семьям, 22,50 % домашних хозяйств состоят из одного человека, 10,00 % домашних хозяйств состоят из престарелых (65 лет и старше), проживающих в одиночестве. Средний размер домашнего хозяйства составляет 2,56 человека, и средний размер семьи 2,98 человека.
Возрастной состав округа: 25,30 % моложе 18 лет, 9,10 % от 18 до 24, 29,40 % от 25 до 44, 23,70 % от 45 до 64 и 23,70 % от 65 и старше. Средний возраст жителя округа 36 лет. На каждые 100 женщин приходится 99,00 мужчин. На каждые 100 женщин старше 18 лет приходится 97,00 мужчин.
Средний доход на домохозяйство в округе составлял 22 208 USD, на семью — 26 109 USD. Среднестатистический заработок мужчины был 25 522 USD против 18 764 USD для женщины. Доход на душу населения составлял 12 031 USD. Около 23,50 % семей и 28,50 % общего населения находились ниже черты бедности, в том числе — 36,40 % молодёжи (тех, кому ещё не исполнилось 18 лет) и 21,30 % тех, кому было уже больше 65 лет.